# In a Special Way
Albums de DeBarge
All This Love
(1982) Rhythm of the Night
(1985)
Singles
1. Time Will Reveal
Sortie : 11 août 1983
2. Love Me in a Special Way
Sortie : 10 novembre 1983

In a Special Way est le troisième album studio de DeBarge, sorti le 24 septembre 1983.
L'album s'est classé 36e au Billboard 200 et a été certifié disque d'or par la Recording Industry Association of America (RIAA) le 24 février 1984.

## Liste des titres
| 1. | Be My Lady       | James DeBarge                            | 4:14 |
| 2. | Stay With Me     | Mark DeBarge, El DeBarge, Bunny DeBarge  | 3:45 |
| 3. | Time Will Reveal | E. DeBarge, Bunny DeBarge, Bobby DeBarge | 4:09 |
| 4. | Need Somebody    | James DeBarge                            | 4:45 |

| 1. | Love Me In a Special Way   | E. DeBarge                   | 4:10 |
| 2. | Queen of My Heart          | E. DeBarge                   | 3:35 |
| 3. | Baby, Won't Cha Come Quick | E. DeBarge, Bruce Fisher     | 4:32 |
| 4. | I Give Up On You           | James DeBarge, Billy Preston | 3:40 |
| 5. | A Dream                    | Bunny DeBarge                | 4:15 |

## Personnel

### DeBarge
- Bunny DeBarge : chant, chœurs
- James DeBarge : chant, chœurs
- El DeBarge : chant, chœurs, claviers
- Randy DeBarge : chœurs
- Mark DeBarge : chœurs
- Bobby DeBarge : chœurs

### Musiciens additionnels
- Bunny Hull, Jim Gilstrap : chœurs
- Charles Fearing, Paul Jackson, Jr. : guitares
- Greg Phillinganes, Larry Van Nash : claviers
- Freddie « Ready » Washington, James Jamerson, Jr., Nathan East : basse
- Harvey Mason, Leon « Ndugu » Chancler, Ricky Lawson : batterie, percussions
- Stevie Wonder : harmonica

## Classements hebdomadaires
| Classement (1983)                   | Meilleure position |
| ----------------------------------- | ------------------ |
| États-Unis (Billboard 200)          | 36                 |
| États-Unis (Top R&B/Hip-Hop Albums) | 4                  |